# اچ‌ام‌ای‌اس واترهن (دی۲۲)
اچ‌ام‌ای‌اس واترهن (دی۲۲) (به انگلیسی: HMAS Waterhen (D22)) یک کشتی بود که طول آن ۳۱۲ فوت (۹۵٫۱ متر) بود. این کشتی در سال ۱۹۱۸ ساخته شد.